# Elecciones generales de Nueva Zelanda de 2014
Las elecciones generales de Nueva Zelanda de 2014 determinaron el 51.er Parlamento de Nueva Zelanda.
Los votantes eligieron 121 miembros a la Cámara de Representantes, con 71 de circunscripciones electorales (un aumento de 70 en 2011) y 49 de listas de partidos. Desde 1996, Nueva Zelanda ha utilizado el sistema de representación proporcional mixta, dando a los votantes dos votos: uno para un partido político y otro para su diputado local. El voto del partido decide cuántos escaños cada partido consigue en el nuevo Parlamento; un partido tiene derecho a una parte de los escaños si recibe el 5% de los votos o gana un electorado.
El partido de centro-derecha Partido Nacional, encabezado por el primer ministro John Key, ganó una pluralidad con el 47,0% de los votos y 60 de los 121 escaños. En la noche de las elecciones, el partido parecía tener la primera mayoría desde 1994 con 61 escaños, pero perdió un escaño para el Partido Verde en el conteo oficial. El Partido Nacional logró formar un gobierno en minoría, con el voto de confianza del partido centrista Futuro Unido, del partido indigenista Māori y el partido neoliberal ACT. El Partido Laborista, de centro-izquierda, oponente tradicional del Partido Nacional, perdió terreno en la cuarta elección consecutiva, recibiendo el 25,1% de los votos y 32 escaños.
| Partido                 | Partido                       | Votos     | % de votos | % de votos | Escaños    | Escaños   | Escaños   | Escaños   |
| Partido                 | Partido                       | Votos     | %          | -/+        | Electorado | Lista     | Total     | -/+       |
| ----------------------- | ----------------------------- | --------- | ---------- | ---------- | ---------- | --------- | --------- | --------- |
|                         | Partido Nacional              | 1.131.501 | 47,04      | −0,28      | 41         | 19        | 60        | +1        |
|                         | Partido Laborista             | 604.534   | 25,13      | −2,35      | 27         | 5         | 32        | −2        |
|                         | Partido Verde                 | 257.356   | 10,70      | −0,36      | 0          | 14        | 14        | 0         |
|                         | Nueva Zelanda Primero         | 208.300   | 8,66       | +2,06      | 0          | 11        | 11        | +3        |
|                         | Partido Maorí                 | 31.850    | 1,32       | −0,11      | 1          | 1         | 2         | −1        |
|                         | ACT Nueva Zelanda             | 16.689    | 0,69       | −0,37      | 1          | 0         | 1         | 0         |
|                         | Futuro Unido                  | 5.286     | 0,22       | −0,38      | 1          | 0         | 1         | 0         |
|                         | Otros partidos                | 150.104   | 6,24       | +2,87      | 0          | 0         | 0         | −1        |
| total                   | total                         | 2.405.620 | 100,00     |            | 71         | 50        | 121       | 0         |
|                         |                               |           |            |            |            |           |           |           |
|                         | Gobierno del Partido Nacional | 1.185.326 | 49,27      | −1,14      | 44         | 20        | 64        | 0         |
|                         | Partidos Opositores           | 1.070.190 | 44,49      | −1,73      | 27         | 30        | 57        | 0         |
|                         |                               |           |            |            |            |           |           |           |
| Votos nulos             | Votos nulos                   | 10.681    |            |            |            |           |           |           |
| Votos no admitidos      |                               |           |            |            |            |           |           |           |
| Total de votos emitidos | Total de votos emitidos       | 2.416.481 |            |            |            |           |           |           |
| Participación           | Participación                 | 76.95%    | 76.95%     | 76.95%     | 76.95%     | 76.95%    | 76.95%    | 76.95%    |
| Registrados             | Registrados                   | 3.140.417 | 3.140.417  | 3.140.417  | 3.140.417  | 3.140.417 | 3.140.417 | 3.140.417 |